# Yberg
Der Yberg, auch Iberg genannt, auf der Gemarkung von Baden-Baden (Stadtkreis) in Baden-Württemberg ist ein 520,1 m ü. NHN hoher Berg im Nordschwarzwald. Er ist Standort der Ruine Yburg.

## Namensursprung
Der Name Yberg leitet sich etymologisch von iwa, ahd für Eibe, ab und deutet auf einen Bewuchs mit Eiben hin. Man verwendete deren Holz früher für die Herstellung von Armbrüsten und Bogen.

## Geographie

### Lage
Der Yberg erhebt sich im Naturpark Schwarzwald Mitte/Nord etwa 4,4 km (Luftlinie) südwestlich der Kernstadt von Baden-Baden und trennt sie zusammen mit dem nördlich benachbarten Fremersberg (525,1 m) von den westlich bis südwestlich des Ybergs liegenden Reblandgemeinden Varnhalt, Steinbach und Neuweier. Nach Norden fällt die Landschaft des Ybergs in das Tal des Grünbachs mit dem jenseits davon befindlichen Fremersberg ab, der durch den Sandbach und die Acher in den Rhein entwässert, nach Süden in jenes des Sandbach-Zuflusses Steinbach mit dem jenseits davon gelegenen Schartenberg (528,2 m) und nach Ostsüdosten in das Tal Im Schwarzwässerle mit dem jenseits davon liegenden Iberst (586,6 m).

### Naturräumliche Zuordnung
Der Yberg gehört in der naturräumlichen Haupteinheitengruppe Schwarzwald (Nr. 15), in der Haupteinheit Nördlicher Talschwarzwald (152) und in der Untereinheit Oos-Murg-Höhen (152.0) zum Naturraum Baden-Badener Quarzporphyrmassiv (152.03). Seine Westflanke fällt in den Naturraum Bühler Vorberge (212.01) ab, der in der Haupteinheitengruppe Mittleres Oberrheintiefland (21) zur Haupteinheit Ortenau-Bühler Vorberge (212) zählt.

## Geologie
Der jeweils obere Teil des Ybergs und des benachbarten Iberst besteht aus Vulkanit (Quarzporphyr). Der ehemalige Vulkan stammt aus der Zeit des Rotliegenden, das heißt seine Lava erstarrte hier vor etwa 299 bis 251 Millionen Jahren.
Der Sockelbereich des Ybergs und des Iberst ist noch älter. Er entstand im Oberkarbon zwischen 318 und 299 Millionen Jahren. Das Karbon wird auch als Steinkohlenzeit bezeichnet, da hier Kohleflöze zu finden sind. Im Sockelbereich des Yberges fanden sich auch kleinere Kohleflözchen. Nach der Entdeckung des ersten Kohleflözchens im Jahre 1745 setzten Versuche ein, die Kohle wirtschaftlich zu fördern. Die Mächtigkeit der Flöze war jedoch gering und die Arbeit sehr anstrengend. 1848 wurde der letzte Kohleabbauversuch stillgelegt.
Auf den Hängen des Ybergs findet sich noch eine weitere Ablagerung. Es ist der Löß. Löß ist ein sehr junges Material der letzten Eiszeiten. Da in einer Eiszeit die Rheinebene weitgehend ohne Vegetation war, konnte der Wind große Mengen an Staub aufwirbeln. In der Vorgebirgszone des Schwarzwaldes setzte sich der Staub wieder ab, da es hier vergleichsweise windstill war.

## Yburg
Auf der Gipfelregion des Ybergs befindet sich die Ruine der Yburg, einer Burg aus dem 12. Jahrhundert. Vom Burgturm hat man einen Blick auf die Oberrheinebene und die Vogesen im Westen und das Rebland im Südwesten. In nördlicher Richtung erblickt man den Fremersberg, den Hardberg und den Battert mit der Ruine von Schloss Hohenbaden.

## Schutzgebiete
Der Yberg mit dem Iburgwald liegt im Landschaftsschutzgebiet Baden-Baden (CDDA-Nr. 319750; 1981; 81,88 km²), die westlichen und südlichen Abhänge des Bergs gehören zum LSG Yberg bei Bühl (CDDA-Nr. 325971; 1940; 2,41 km²).

## Verkehr und Wandern
Nördlich vorbei am Yberg führt in etwa Nordost-Südwest-Richtung von Baden-Baden nach Gallenbach, einem Ortsteil von Varnhalt, die Landesstraße 84a und südlich etwa in West-Ost-Richtung von Neuweier zur Bundesstraße 500 die L 84. Zum Beispiel an diesen Straßen beginnend kann man den Berg erwandern.